# Charles Wegelius
Charles Wegelius (Espoo, 26 aprile 1978) è un dirigente sportivo ed ex ciclista su strada britannico, professionista dal 2000 al 2011 e dal 2012 direttore sportivo del team EF Education-EasyPost (già Garmin e Cannondale).
È figlio di Christopher Wegelius, cavaliere che rappresentò la Finlandia ai Giochi olimpici di Mosca nel 1980.

## Carriera
Nato in Finlandia, Charles Wegelius passò professionista nel 2000 con la Mapei-Quick Step dopo alcuni mesi da stagista con il team Linda McCartney. In carriera si caratterizzò come un buon scalatore, con buone caratteristiche anche da cronoman. Nei dodici anni di professionismo vestì anche le maglie di De Nardi, Liquigas, Silence/Omega Pharma-Lotto e UnitedHealthcare, senza però mai cogliere vittorie individuali.
La mattina del 18 ottobre 2003, poco prima della partenza del Giro di Lombardia, Wegelius venne trovato con l'ematocrito alto e pertanto non potrà prendere parte alla gara. Successivamente l'Unione Ciclistica Internazionale giudicherà naturalmente alti i valori del suo ematocrito, rilasciandogli un certificato che lo attesta. Nel 2005, inoltre, un'inchiesta della Federciclismo britannica rilevò che nel corso dei campionati del mondo su strada disputati a Madrid Charles Wegelius e Tom Southam avevano aiutato il loro capitano di squadra di club piuttosto che Roger Hammond, capitano designato della Nazionale britannica. Per quest'episodio Wegelius viene condannato a ripagare alla Federazione i costi relativi alla sua partecipazione all'evento.
Nel settembre del 2011 annunciò il ritiro dall'attività agonistica. Dopo il ritiro è divenuto direttore sportivo del Team Garmin-Barracuda, sodalizio professionistico presieduto da Jonathan Vaughters rinominato Cannondale nel 2015 e EF Education nel 2018.

## Palmarès

### Altri successi
- 2007

1ª tappa Giro d'Italia (La Maddalena, cronosquadre)
- 2008

1ª tappa, 2ª semitappa Settimana Internazionale di Coppi e Bartali (Misano Adriatico, cronosquadre)

## Piazzamenti

### Grandi Giri
- Giro d'Italia

2003: 51º
2004: 48º
2005: 46º
2006: 58º
2007: ritirato (18ª tappa)
2008: 69º
2009: 105º
2010: 29º
- Tour de France

2007: 45º
2009: 59º
2010: ritirato (non partito 11ª tappa)
- Vuelta a España

2002: 109º
2005: 60º
2006: ritirato (5ª tappa)

### Competizioni mondiali
- Campionati del mondo

Plouay 2000 - In linea Elite: 80º
Lisbona 2001 - In linea Elite: 81º
Hamilton 2003 - In linea Elite: ritirato
Verona 2004 - In linea Elite: ritirato
Madrid 2005 - In linea Elite: ritirato
- Giochi olimpici

Atene 2004 - In linea: ritirato